# Effie (Preis)
Der Effie ist ein Preis der Werbe- und Kommunikationsbranche für effiziente Markenkommunikation und wurde 1968 in den Vereinigten Staaten durch die New York American Marketing Association (NYAMA) gegründet. Neben dem Effie Worldwide werden mittlerweile fünf regionale und über 40 nationale Effies verliehen.

## GWA Effie in Deutschland
Der GWA Effie wird in Deutschland seit 1981 jedes Jahr vom Gesamtverband Kommunikationsagenturen GWA e. V. verliehen. Der GWA Effie zeichnet jedes Jahr effektive Marketingkommunikation aus, 2025 in 22 Kategorien. Unternehmen, Auftraggeber und Agenturen sind eingeladen, sich an diesem Wettbewerb zu beteiligen. Jährlich werden über 100 Kampagnen eingereicht und von einer Jury auf Wirksamkeit und Wirtschaftlichkeit hin untersucht. Die Preisverleihung findet jedes Jahr im November im Rahmen einer Award Gala im Anschluss an den GWA Effie Jahreskongress statt.

## Kategorien Effie Deutschland
2025 gibt es insgesamt 22 Kategorien, davon elf Ziel- und elf Disziplinkategorien.
Die elf Zielkategorien sind Activation, Brand Experience & Partnerships, Brand Image, Comeback, David vs. Goliath, Doing Good (Brands), Evergreen, Highlight, New New, Social Responsibility (NGOs) und Transformation.
Die elf Disziplinkategorien sind - ebenfalls wie 2024 - Content Marketing, CRM/Loyalty Program, Employer Branding & Recruiting, Influencer Marketing, Marketing Data & Technologie, Media Innovation, Media Strategie, Performance Marketing, Public Relations, Social Media und User Experience/Customer Experience (UX/CX).

## Publikationen
Im Campus Verlag veröffentlicht der GWA jährlich das „Effie Buch“, das alle Finalisten und Gewinner Kampagnen der Effie Awards eines Jahres enthält. 2025 ist dieses Buch erstmals unter dem Titel "Shaping Brands for success" erschienen. In einer Sonderbeilage des Harvard Business Manager werden seit 2024 zudem ausgewählte Preisträger porträtiert sowie redaktionelle Beiträge über effektive Marketingkommunikation veröffentlicht.

## Effie in der Schweiz
In der Schweiz wird die Auszeichnung vom Branchenverband Leading Swiss Agencies verliehen.

## Effie in Österreich
In Österreich wird die Auszeichnung vom Austrian Chapter der International Advertising Association verliehen.
Marketer des Jahres
Im Rahmen der Effie Gala wird die Auszeichnung „Marketer des Jahres“ verliehen. Bisherige Preisträger waren:
- 1995: Dietrich Mateschitz, Red Bull
- 1996: Fritz Humer, Wolford
- 1997: Michael Ksela, AVL List
- 1998: Emil Mezgolits, Österreichische Lotterien
- 1999: Friedrich Stickler, Österreichische Lotterien
- 2000: Andreas Treichl, Erste Bank
- 2001: Boris Nemsic, Mobilkom
- 2002: Klaus Rabbel, EskimoIglo
- 2003: Michael Krammer, tele.ring
- 2004: Konrad Mayr-Pernek, One
- 2005: Stefan Tweraser, Telekom Austria
- 2006: Leodegar Pruschak, Raiffeisenzentralbank
- 2007: Gerhard Fritsch, Spar
- 2008: Martina Hörmer, Ja! Natürlich
- 2009: Thomas Saliger, XXXLutz
- 2010: Manfred Gansterer, Media Markt
- 2011: Kristin Hanusch-Linser, ÖBB Holding
- 2012: Tanja Sourek A1, Telekom
- 2013: Michaela Huber, OMV
- 2014: Birgit Aichinger, Vöslauer
- 2015: Maria Bauernfried, Kelly
- 2016: Markus Breitenecker, Puls 4
- 2017: Jörg Pizzera, McDonald’s
- 2018: Ulf Schöttl, Josef Manner & Comp. AG
- 2019: Karin Seywald-Czihak, Geschäftsführerin ÖBB-Werbung GmbH[6]
- 2021: Hermann Neuburger (Neuburger GmbH & Co. OG. und Neuburger Fleischlos GmbH)[7]